# Diego Contento
Diego Armando Contento (născut 1 mai 1990 în München) este un jucător german de fotbal, care în acest moment joacă pentru Bordeaux.

## Personal
Familia lui Contento este din Napoli, Italia, iar numele lui provine de la fostul star al SSC Napoli, Diego Maradona. Frații lui mai mari Vincenzo și Domenico au fost la grupele de juniori de la Bayern.

## Palmares

### Club
- Bayern München
  - Campionatul Mondial al Cluburilor FIFA 2013
  - Liga Campionilor UEFA
    - Câștigător : 2013
    - Finalist: 2010, 2012

  - Supercupa Europei 2013
  - Bundesliga Campion: 2010, 2013, 2014
  - DFB Pokal: 2010, 2013, 2014
  - DFB-Supercup: 2010, 2012